# Метод Гудгарта
Метод Гудхарта — спосіб пошуку судового прецеденту у судовому рішенні. Він полягає в оцінці суттєвих фактів справи та винесеного на їх основі рішення.
Для того, щоб виявити ratio decidendi справи за цим методом, необхідно визначити:
1. факти справи, що розглядалися суддею як істотні;
2. рішення, засноване на таких фактах.

На думку Гудхарта, принцип прецеденту слід шукати у тих фактах, які суддя вважає істотними, а також у винесеному на їх основі рішенні. Принцип прецеденту не шукають у правовій нормі; також його не шукають у доводі, адже доводи судді можуть бути помилковими, однак рішення продовжує бути прецедентом.

### Переваги
До переваг методу Гудхарта можна віднести те, що за допомогою нього можна виявити джерело формування правової норми, простеживши взаємозв'язок між фактичними обставинами справи і правовою нормою.